# Banco Comercial Português
Banco Comercial Português — найбільший комерційний банк у Португалії. Його акції внесені до біржового індексу Euronext 100. Банк базується в Порту, але його операційна штаб-квартира розташована в місті Оейраш поблизу Лісабона. З 2004 року після проведеного ребрендингу функціонує під назвою Millennium BCP.

## Діяльність
Банк обслуговує близько 4,3 мільйона клієнтів по всьому світу і налічує понад 900 відділень.
У 2007 році банк припинив свою діяльність у Канаді, продавши всі місцеві активи монреальському банку Bank of Montreal.
Одна з найбільших іноземних філій банку розташувалася в Польщі, де функціонує під назвою Bank Millennium. Вона була створена 1989 року, а з 1992 року лістингується на Варшавській фондовій біржі. Головному банку в Португалії належить 50.10 % акцій Bank Millennium.

## Власники (2023)
- FOSUN INTERNATIONAL LIMITED 29.95 %[2]
- Уряд Республіки Ангола 19.49 %
- Norges Bank Investment Management 1.891 %
- The Vanguard Group, Inc. 1.812 %
- Dimensional Fund Advisors LP 1.397 %
- BlackRock Investment Management (UK) Ltd. 1.005 %